# The Lounge Lizards (album)
The Lounge Lizards je první studiové album americké jazzové skupiny The Lounge Lizards, vydané v roce 1981 společností E.G. Records. Obsahuje jak skladby z pera lídra kapely Johna Lurieho, tak i interpretace skladeb od Earla Hagena a Thelonia Monka. Autorem obalu alba je anglický výtvarník Peter Saville. Jde o jediné album kapely nahrané v její původné sestavě, později v kapele zůstali jen bratři Lurieové (John a Evan). Možnost nahrát desku skupině nabízelo několik vydavatelství, ale zpočátku neměla zájem. Nakonec souhlasila a pod produkčním dohledem Tea Macera nahrála v červenci 1980 toto album.

## Seznam skladeb
| Pořadí | Název                    | Autor                              | Délka |
| ------ | ------------------------ | ---------------------------------- | ----- |
| 1.     | Incident on South Street | John Lurie                         | 3:21  |
| 2.     | Harlem Nocturne          | Earle Hagen                        | 2:04  |
| 3.     | Do the Wrong Thing       | John Lurie, Steve Piccolo          | 2:39  |
| 4.     | Au Contraire Arto        | John Lurie                         | 3:22  |
| 5.     | Well You Needn't         | Thelonious Monk                    | 1:53  |
| 6.     | Ballad                   | John Lurie                         | 3:22  |
| 7.     | Wangling                 | John Lurie                         | 2:58  |
| 8.     | Conquest of Rar          | John Lurie, Evan Lurie, Anton Fier | 3:12  |
| 9.     | Demented                 | John Lurie                         | 2:01  |
| 10.    | I Remember Coney Island  | John Lurie                         | 3:27  |
| 11.    | Fatty Walks              | John Lurie                         | 2:51  |
| 12.    | Epistrophy               | Thelonious Monk, Kenny Clarke      | 4:12  |
| 13.    | You Haunt Me             | John Lurie                         | 3:40  |

## Obsazení
- John Lurie – altsaxofon
- Evan Lurie – klávesy
- Steve Piccolo – baskytara
- Arto Lindsay – kytara
- Anton Fier – bicí